# Wings (alliantie)
Wings was de vierde mondiale alliantie van luchtvaartmaatschappijen volgens het model van Star Alliance, SkyTeam en Oneworld. Ondanks verscheidene pogingen is Wings nooit uitgegroeid tot een alliantie van het formaat van de andere drie.
Wings kwam voort uit het samenwerkingsverband tussen KLM en Northwest Airlines. Deze twee maatschappijen sloten in 1988 een Code sharing overeenkomst en begonnen in 1991 gezamenlijk vluchten over de Atlantische Oceaan uit te voeren. Na het afsluiten van het Open Skies-verdrag tussen de regeringen van Verenigde Staten en Nederland in oktober 1992, besloten deze maatschappijen tot een vergaande alliantie die een succesvolle voorloper en voorbeeld werd voor de grote luchtvaartallianties die tegen het einde van de jaren negentig gevormd zouden worden.
In 1997 nam United Airlines het initiatief tot de oprichting van een mondiale alliantie bestaande uit luchtvaartmaatschappijen van verscheidene landen en continenten, de Star Alliance, gevolgd in 1998 door Oneworld opgericht door American Airlines, en SkyTeam opgericht door Delta Air Lines en Air France. Als gevolg van het stichten van deze nieuwe allianties waren de drie grootste binnenlandse concurrenten van Northwest ieder ondergebracht in een brede strategische alliantie. Omdat Northwest om concurrentieredenen niet toe kon treden tot de nieuwgevormde allianties, probeerden KLM en Northwest het partnerschap tussen hun twee maatschappijen uit te breiden tot de vierde globale alliantie onder de naam "Wings". Een poging om  Continental Airlines aan Wings toe te voegen mislukte omdat de Amerikaanse regering er bezwaar tegen maakte dat Northwest en Continental samen zouden gaan werken, en daardoor de competitie in de Amerikaanse luchtvaartmarkt zou verminderen. Ook het deelnemen van Alitalia liep op niets uit toen KLM het samenwerkingsverband met de maatschappij opzegde na een ruzie over het geven van toestemming aan KLM om te landen op Luchthaven Milaan-Linate, de drukste luchthaven van Milaan.
Toen KLM in 2004 met Air France ging fuseren, werd het logisch dat KLM deel zou gaan uitmaken van SkyTeam, waarin Air France een van de hoofdrolspelers is. Als gevolg van de voortgaande nauwe samenwerking met KLM, trad ook Northwest in 2004 toe tot SkyTeam. Als gevolg van deze verschuivingen functioneert Wings dus vanaf 2004 al niet meer als vierde alliance.